# Roftkhān
Roftkhān (persiska: سراب رفته خان, Sarāb-e Roftkhān, Sarāb-e Rofteh Khān, رفتخان) är en ort i Iran.   Den ligger i provinsen Lorestan, i den västra delen av landet, 400 km sydväst om huvudstaden Teheran. Roftkhān ligger 1 314 meter över havet och antalet invånare är 466.
Terrängen runt Roftkhān är kuperad åt sydväst, men åt nordost är den bergig. Runt Roftkhān är det ganska tätbefolkat, med 72 invånare per kvadratkilometer. Närmaste större samhälle är Sarāb-e Dowreh, 18,2 km sydost om Roftkhān. Trakten runt Roftkhān består i huvudsak av gräsmarker.